# Liste der Länderspiele der Fußballauswahl von Französisch-Guayana
Die Liste der Länderspiele der Fußballauswahl von Französisch-Guayana enthält alle Spiele der Fußballauswahl von Französisch-Guayana, sofern sie von der Rec.Sport.Soccer Statistics Foundation (RSSSF) oder den World Football Elo Ratings gelistet sind.

## Liste der Länderspiele

### 1940 bis 1949
| Nr. | Datum | Ergebnis | Gegner                | Anlass             | Austragungsort | Bemerkung                                                                 |
| --- | ----- | -------- | --------------------- | ------------------ | -------------- | ------------------------------------------------------------------------- |
| 1   | 1946  | 0:9      | Niederländisch-Guyana | Freundschaftsspiel | (GUF)          | Erstes Länderspiel, höchste Niederlage, Erstes Länderspiel gegen Suriname |

### 1960 bis 1969
| Nr. | Datum     | Ergebnis | Gegner     | Anlass             | Austragungsort | Bemerkung                           |
| --- | --------- | -------- | ---------- | ------------------ | -------------- | ----------------------------------- |
| 2   | Okt. 1969 | 0:0      | Martinique | Freundschaftsspiel | (GUF)          | Erstes Länderspiel gegen Martinique |

### 1970 bis 1979
| Nr. | Datum      | Ergebnis | Gegner              | Anlass                                            | Austragungsort | Bemerkung                                    |
| --- | ---------- | -------- | ------------------- | ------------------------------------------------- | -------------- | -------------------------------------------- |
| 3   | Nov. 1973  | 1:2      | Martinique          | Freundschaftsspiel                                | (MTQ)          |                                              |
| 4   | 1975       | 1:2      | Martinique          | Freundschaftsspiel                                | (GUF)          |                                              |
| 5   | 20.08.1978 | 4:2      | Trinidad und Tobago | Fußball-Karibikmeisterschaft 1978 (Qualifikation) | unbekannt      | Erstes Länderspiel gegen Trinidad und Tobago |
| 6   | 02.09.1978 | 1:4      | Trinidad und Tobago | Fußball-Karibikmeisterschaft 1978 (Qualifikation) | unbekannt      |                                              |
| 7   | Sep. 1978  | 4:2      | Martinique          | Freundschaftsspiel                                | (GUF)          |                                              |

### 1980 bis 1989
| Nr. | Datum      | Ergebnis | Gegner                | Anlass                                            | Austragungsort | Bemerkung                                           |
| --- | ---------- | -------- | --------------------- | ------------------------------------------------- | -------------- | --------------------------------------------------- |
| 8   | 07.06.1981 | 1:3      | Suriname              | Fußball-Karibikmeisterschaft 1981 (Qualifikation) | unbekannt      |                                                     |
| 9   | 21.06.1981 | 3:1      | Suriname              | Fußball-Karibikmeisterschaft 1981 (Qualifikation) | unbekannt      |                                                     |
| 10  | 19.07.1981 | 0:1      | Suriname              | Fußball-Karibikmeisterschaft 1981 (Qualifikation) | unbekannt      |                                                     |
| 11  | 23.07.1983 | 0:1      | Trinidad und Tobago   | Fußball-Karibikmeisterschaft 1983                 | Cayenne (GUF)  |                                                     |
| 12  | 25.07.1983 | 1:0      | Antigua und Barbuda   | Fußball-Karibikmeisterschaft 1983                 | Cayenne (GUF)  | Erstes Länderspiel gegen Antigua und Barbuda        |
| 13  | 27.07.1983 | 0:0      | Martinique            | Fußball-Karibikmeisterschaft 1983                 | Cayenne (GUF)  |                                                     |
| 14  | 1985       | 0:1      | Suriname              | Fußball-Karibikmeisterschaft 1985 (Qualifikation) | unbekannt      |                                                     |
| 15  | 1985       | 0:1      | Suriname              | Fußball-Karibikmeisterschaft 1985 (Qualifikation) | unbekannt      |                                                     |
| 16  | 1985       | ?:?      | Guyana                | Fußball-Karibikmeisterschaft 1985 (Qualifikation) | unbekannt      | Ergebnis unbekannt, Erstes Länderspiel gegen Guyana |
| 17  | 1985       | ?:?      | Guyana                | Fußball-Karibikmeisterschaft 1985 (Qualifikation) | unbekannt      | Ergebnis unbekannt                                  |
| 18  | 08.05.1986 | ?:?      | Guadeloupe            | Tournoi Black Stars                               | Gagny (FRA)    | Erstes Länderspiel gegen Guadeloupe                 |
| 19  | 09.05.1986 | 0:0      | Réunion               | Tournoi Black Stars                               | Gagny (FRA)    | Erstes Länderspiel gegen Réunion, Erstes Titel      |
| 20  | 28.05.1987 | 1:4      | Guadeloupe            | Tournoi Black Stars                               | Paris (FRA)    |                                                     |
| *   | 30.05.1987 | 0:3      | Senegal (U-21-Männer) | Tournoi Black Stars                               | Paris (FRA)    | kein offizielles Spiel                              |
| 21  | Juni 1989  | 1:3      | Trinidad und Tobago   | Fußball-Karibikmeisterschaft 1989 (Qualifikation) | (TRI)          |                                                     |

### 1990 bis 1999
| Nr. | Datum      | Ergebnis       | Gegner                         | Anlass                                            | Austragungsort     | Bemerkung                                                                            |
| --- | ---------- | -------------- | ------------------------------ | ------------------------------------------------- | ------------------ | ------------------------------------------------------------------------------------ |
| 22  | 22.04.1990 | 0:4            | Martinique                     | Fußball-Karibikmeisterschaft 1990 (Qualifikation) | unbekannt          |                                                                                      |
| 23  | 13.05.1990 | 1:1            | Dominica                       | Fußball-Karibikmeisterschaft 1990 (Qualifikation) | unbekannt          | Erstes Länderspiel gegen Dominica                                                    |
| 24  | 23.05.1990 | 2:2            | St. Vincent und die Grenadinen | Fußball-Karibikmeisterschaft 1990 (Qualifikation) | unbekannt          | Erstes Länderspiel gegen St. Vincent und die Grenadinen                              |
| 25  | 15.05.1991 | 2:1            | Martinique                     | Fußball-Karibikmeisterschaft 1991 (Qualifikation) | unbekannt          |                                                                                      |
| 26  | Mai 1991   | 0:1            | Guadeloupe                     | Fußball-Karibikmeisterschaft 1991 (Qualifikation) | unbekannt          |                                                                                      |
| 27  | 08.04.1992 | 1:1            | Guyana                         | Fußball-Karibikmeisterschaft 1992 (Qualifikation) | (SUR)              |                                                                                      |
| 28  | 10.04.1992 | 2:0            | Aruba                          | Fußball-Karibikmeisterschaft 1992 (Qualifikation) | (SUR)              | Erstes Länderspiel gegen Aruba                                                       |
| 29  | 12.04.1992 | 2:3            | Suriname                       | Fußball-Karibikmeisterschaft 1992 (Qualifikation) | (SUR)              |                                                                                      |
| 30  | 03.03.1993 | 1:2            | Martinique                     | Fußball-Karibikmeisterschaft 1993 (Qualifikation) | (MTQ)              |                                                                                      |
| 31  | 24.03.1993 | 2:1            | Guadeloupe                     | Fußball-Karibikmeisterschaft 1993 (Qualifikation) | (GUF)              |                                                                                      |
| 32  | 19.01.1994 | 0:1 n. V.      | Suriname                       | Fußball-Karibikmeisterschaft 1994 (Qualifikation) | (SUR)              |                                                                                      |
| 33  | 21.01.1994 | 1:1 5:4 i. E.  | Guyana                         | Fußball-Karibikmeisterschaft 1994 (Qualifikation) | unbekannt          |                                                                                      |
| 34  | 09.05.1995 | 1:3            | Martinique                     | Fußball-Karibikmeisterschaft 1995 (Qualifikation) | Cayenne (GUF)      |                                                                                      |
| 35  | 11.05.1995 | 2:2            | Guadeloupe                     | Fußball-Karibikmeisterschaft 1995 (Qualifikation) | Cayenne (GUF)      |                                                                                      |
| 36  | 13.05.1995 | 4:0            | Suriname                       | Fußball-Karibikmeisterschaft 1995 (Qualifikation) | (SUR)              |                                                                                      |
| 37  | 21.07.1995 | 1:3            | St. Vincent und die Grenadinen | Fußball-Karibikmeisterschaft 1995                 | Grand Cayman (CAY) |                                                                                      |
| 38  | 23.07.1995 | 0:1            | Cayman Islands                 | Fußball-Karibikmeisterschaft 1995                 | Grand Cayman (CAY) | Erstes Länderspiel gegen Cayman Islands                                              |
| 39  | 25.07.1995 | 1:2            | Antigua und Barbuda            | Fußball-Karibikmeisterschaft 1995                 | Grand Cayman (CAY) |                                                                                      |
| 40  | 24.03.1996 | 1:2            | Suriname                       | Fußball-Karibikmeisterschaft 1996 (Qualifikation) | (GUF)              |                                                                                      |
| 41  | 14.04.1996 | 1:1            | Suriname                       | Fußball-Karibikmeisterschaft 1996 (Qualifikation) | (SUR)              |                                                                                      |
| 42  | 19.02.1997 | 0:2            | Guyana                         | Fußball-Karibikmeisterschaft 1997 (Qualifikation) | Georgetown (GUY)   |                                                                                      |
| 43  | 23.02.1997 | 2:2            | Guyana                         | Fußball-Karibikmeisterschaft 1997 (Qualifikation) | Georgetown (GUY)   |                                                                                      |
| 44  | 03.03.1998 | 0:1            | Aruba                          | Fußball-Karibikmeisterschaft 1998 (Qualifikation) | (ARU)              |                                                                                      |
| 45  | 05.03.1998 | 2:2            | Suriname                       | Fußball-Karibikmeisterschaft 1998 (Qualifikation) | (ARU)              |                                                                                      |
| 46  | 07.03.1998 | 1:2            | Niederländische Antillen       | Fußball-Karibikmeisterschaft 1998 (Qualifikation) | (ARU)              | Erstes Länderspiel gegen Niederländischen Antillen                                   |
| 47  | 03.02.1999 | 1:3            | Martinique                     | Fußball-Karibikmeisterschaft 1999 (Qualifikation) | (MTQ)              |                                                                                      |
| 48  | 14.02.1999 | nicht gespielt | Martinique                     | Fußball-Karibikmeisterschaft 1999 (Qualifikation) | (GUF)              | Französisch-Guayana weigert sich, das Spiel zu spielen, Martinique ist der Gewinner. |

### 2000 bis 2009
| Nr. | Datum      | Ergebnis | Gegner                   | Anlass                                            | Austragungsort       | Bemerkung                        |
| --- | ---------- | -------- | ------------------------ | ------------------------------------------------- | -------------------- | -------------------------------- |
| 49  | 17.10.2002 | 1:1      | Suriname                 | Freundschaftsspiel                                | Cayenne (GUF)        |                                  |
| 50  | 19.10.2002 | 0:1      | Suriname                 | Freundschaftsspiel                                | Cayenne (GUF)        |                                  |
| 51  | 14.03.2003 | 1:2      | Martinique               | Freundschaftsspiel                                | ? (?)                |                                  |
| 52  | 03.06.2003 | 0:1      | Guadeloupe               | Freundschaftsspiel                                | ? (?)                |                                  |
| 53  | 19.10.2004 | 2:1      | Suriname                 | Freundschaftsspiel                                | Paramaribo (SUR)     |                                  |
| 54  | 10.11.2004 | 1:0      | Guadeloupe               | Fußball-Karibikmeisterschaft 2005 (Qualifikation) | Fort-de-France (MTQ) |                                  |
| 55  | 12.11.2004 | 0:0      | Martinique               | Fußball-Karibikmeisterschaft 2005 (Qualifikation) | Fort-de-France (MTQ) |                                  |
| 56  | 14.11.2004 | 4:0      | Dominica                 | Fußball-Karibikmeisterschaft 2005 (Qualifikation) | Fort-de-France (MTQ) |                                  |
| 57  | 08.01.2005 | 0:5      | Jamaika                  | Fußball-Karibikmeisterschaft 2005 (Qualifikation) | Kingston (JAM)       | Erstes Länderspiel gegen Jamaika |
| 58  | 15.01.2005 | 0:0      | Jamaika                  | Fußball-Karibikmeisterschaft 2005 (Qualifikation) | Cayenne (GUF)        |                                  |
| 59  | 14.11.2007 | 2:3      | Guadeloupe               | Freundschaftsspiel                                | ? (?)                |                                  |
| 60  | 30.08.2008 | 1:2      | Suriname                 | Freundschaftsspiel                                | Paramaribo (SUR)     |                                  |
| 61  | 06.09.2008 | 1:2      | Martinique               | Freundschaftsspiel                                | Fort-de-France (MTQ) |                                  |
| 62  | 28.09.2008 | 4:2      | Mayotte                  | Coupe de l'Outre-mer 2008                         | Franconville (FRA)   | Erstes Länderspiel gegen Mayotte |
| 63  | 01.10.2008 | 0:2      | Réunion                  | Coupe de l'Outre-mer 2008                         | Viry-Châtillon (FRA) |                                  |
| 64  | 03.10.2008 | 0:4      | Guadeloupe               | Coupe de l'Outre-mer 2008                         | La Courneuve (FRA)   |                                  |
| 65  | 22.04.2009 | 0:0      | Suriname                 | Freundschaftsspiel                                | Cayenne (GUF)        |                                  |
| 66  | 05.06.2009 | 2:1      | Antigua und Barbuda      | Freundschaftsspiel                                | Paramaribo (SUR)     |                                  |
| 67  | 28.10.2009 | 4:1      | Niederländische Antillen | Freundschaftsspiel                                | Paramaribo (SUR)     |                                  |
| 68  | 30.10.2009 | 0:4      | Suriname                 | Freundschaftsspiel                                | Paramaribo (SUR)     |                                  |
| 69  | 01.11.2009 | 0:1      | Guyana                   | Freundschaftsspiel                                | Paramaribo (SUR)     |                                  |

### 2010 bis 2019
| Nr. | Datum      | Ergebnis            | Gegner                         | Anlass                                            | Austragungsort                   | Bemerkung |
| --- | ---------- | ------------------- | ------------------------------ | ------------------------------------------------- | -------------------------------- | --- |
| 70  | 11.09.2010 | 1:2                 | Suriname                       | Freundschaftsspiel                                | Cayenne (GUF)                    | |
| 71  | 22.09.2010 | 2:2 n. V. 2:4 i. E. | Mayotte                        | Coupe de l'Outre-mer 2010                         | Saint-Gratien (FRA)              | |
| 72  | 25.09.2010 | 7:0                 | Saint-Pierre und Miquelon      | Coupe de l'Outre-mer 2010                         | Gennevilliers (FRA)              | Erstes Länderspiel gegen Saint-Pierre und Miquelon |
| 73  | 28.09.2010 | 0:1                 | Réunion                        | Coupe de l'Outre-mer 2010                         | Villemomble (FRA)                | |
| 74  | 21.03.2012 | 1:0                 | Guyana                         | Freundschaftsspiel                                | Rémire-Montjoly (GUF)            | |
| 75  | 22.03.2012 | 0:2                 | Guyana                         | Freundschaftsspiel                                | Rémire-Montjoly (GUF)            | |
| 76  | 16.09.2012 | 1:2                 | Haiti                          | Freundschaftsspiel                                | Cayenne (GUF)                    | Ersten Länderspiel gegen Haiti |
| 77  | 22.09.2012 | 0:2                 | Réunion                        | Coupe de l'Outre-mer 2012                         | Versailles (FRA)                 | |
| 78  | 09.06.2012 | 2:1                 | Suriname                       | Freundschaftsspiel                                | Cayenne (GUF)                    | |
| 79  | 24.09.2012 | 2:4                 | Guadeloupe                     | Coupe de l'Outre-mer 2012                         | Saint-Ouen-l’Aumône (FRA)        | |
| 80  | 26.09.2012 | 11:1                | Saint-Pierre und Miquelon      | Coupe de l'Outre-mer 2012                         | Saint-Ouen-l’Aumône (FRA)        | Höchster Sieg |
| 81  | 28.09.2012 | 2:1                 | Tahiti                         | Coupe de l'Outre-mer 2012                         | Clairefontaine-en-Yvelines (FRA) | Erstes Länderspiel gegen Tahiti |
| 82  | 10.10.2012 | 1:4                 | Trinidad und Tobago            | Fußball-Karibikmeisterschaft 2012 (Qualifikation) | Basseterre (SKN)                 | |
| 83  | 12.10.2012 | 4:1                 | Anguilla                       | Fußball-Karibikmeisterschaft 2012 (Qualifikation) | Basseterre (SKN)                 | Erstes Länderspiel gegen Anguilla |
| 84  | 14.10.2012 | 3:0                 | St. Kitts und Nevis            | Fußball-Karibikmeisterschaft 2012 (Qualifikation) | Basseterre (SKN)                 | Erstes Länderspiel gegen St. Kitts und Nevis |
| 85  | 14.11.2012 | 1:1                 | Grenada                        | Fußball-Karibikmeisterschaft 2012 (Qualifikation) | St. George’s (GRN)               | Erstes Länderspiel gegen Grenada |
| 86  | 16.11.2012 | 1:0                 | Haiti                          | Fußball-Karibikmeisterschaft 2012 (Qualifikation) | St. George’s (GRN)               | |
| 87  | 18.11.2012 | 3:4                 | Guyana                         | Fußball-Karibikmeisterschaft 2012 (Qualifikation) | St. George’s (GRN)               | |
| 88  | 08.12.2012 | 2:1                 | Jamaika                        | Fußball-Karibikmeisterschaft 2012                 | North Sound (ATG)                | |
| 89  | 10.12.2012 | 1:2                 | Kuba                           | Fußball-Karibikmeisterschaft 2012                 | North Sound (ATG)                | Erstes Länderspiel gegen Kuba |
| 90  | 12.12.2012 | 1:3                 | Martinique                     | Fußball-Karibikmeisterschaft 2012                 | North Sound (ATG)                | |
| 91  | 17.04.2014 | 2:3                 | Guadeloupe                     | Freundschaftsspiel                                | Les Abymes (GUA)                 | |
| 92  | 20.05.2014 | 0:0                 | Suriname                       | Freundschaftsspiel                                | Cayenne (GUF)                    | |
| 93  | 27.05.2014 | 0:1                 | Suriname                       | Freundschaftsspiel                                | Paramaribo (SUR)                 | |
| 94  | 30.05.2014 | 6:0                 | Britische Jungferninseln       | Fußball-Karibikmeisterschaft 2014 (Qualifikation) | Oranjestad (ARU)                 | Erstes Länderspiel gegen British Jungferninseln |
| 95  | 02.06.2014 | 6:0                 | Turks- und Caicosinseln        | Fußball-Karibikmeisterschaft 2014 (Qualifikation) | Oranjestad (ARU)                 | Erstes Länderspiel gegen Turks- und Caicosinseln |
| 96  | 03.06.2014 | 2:0                 | Aruba                          | Fußball-Karibikmeisterschaft 2014 (Qualifikation) | Oranjestad (ARU)                 | |
| 97  | 03.09.2014 | 1:1                 | Grenada                        | Fußball-Karibikmeisterschaft 2014 (Qualifikation) | Bayamón (PUR)                    | |
| 98  | 05.09.2014 | 2:1                 | Puerto Rico                    | Fußball-Karibikmeisterschaft 2014 (Qualifikation) | Bayamón (PUR)                    | Erstes Länderspiel gegen Puerto Rico |
| 99  | 07.09.2014 | 0:0                 | Curaçao                        | Fußball-Karibikmeisterschaft 2014 (Qualifikation) | Bayamón (PUR)                    | Erstes Länderspiel gegen Curaçao |
| 100 | 08.10.2014 | 2:2                 | Haiti                          | Fußball-Karibikmeisterschaft 2014 (Qualifikation) | Port-au-Prince (HAI)             | |
| 101 | 10.10.2014 | 1:2                 | St. Kitts und Nevis            | Fußball-Karibikmeisterschaft 2014 (Qualifikation) | Port-au-Prince (HAI)             | |
| 102 | 12.10.2014 | 2:0                 | Barbados                       | Fußball-Karibikmeisterschaft 2014 (Qualifikation) | Port-au-Prince (HAI)             | Erstes Länderspiel gegen Barbados |
| 103 | 11.11.2014 | 1:1                 | Kuba                           | Fußball-Karibikmeisterschaft 2014                 | Montego Bay (JAM)                | |
| 104 | 13.11.2014 | 2:4                 | Trinidad und Tobago            | Fußball-Karibikmeisterschaft 2014                 | Montego Bay (JAM)                | |
| 105 | 15.11.2014 | 4:1                 | Curaçao                        | Fußball-Karibikmeisterschaft 2014                 | Montego Bay (JAM)                | |
| 106 | 25.03.2015 | 3:1                 | Honduras                       | CONCACAF Gold Cup 2015 (Play-off)                 | Cayenne (GUF)                    | Erstes Länderspiel gegen Honduras |
| 107 | 29.03.2015 | 0:3                 | Honduras                       | CONCACAF Gold Cup 2015 (Play-off)                 | San Pedro Sula (HON)             | |
| 108 | 26.03.2016 | 1:2                 | Bermuda                        | Fußball-Karibikmeisterschaft 2017 (Qualifikation) | Devonshire (BER)                 | Erstes Länderspiel gegen Bermuda |
| 109 | 29.03.2016 | 3:0                 | Kuba                           | Fußball-Karibikmeisterschaft 2017 (Qualifikation) | Remire-Montjoly (GUF)            | |
| 110 | 07.06.2016 | 1:2                 | Dominikanische Republik        | Fußball-Karibikmeisterschaft 2017 (Qualifikation) | Santo Domingo (DOM)              | |
| 111 | 19.06.2016 | 3:0                 | Bermuda                        | Fußball-Karibikmeisterschaft 2017 (Qualifikation) | Remire-Montjoly (GUF)            | |
| 112 | 08.10.2016 | 1:0                 | St. Kitts und Nevis            | Fußball-Karibikmeisterschaft 2017 (Qualifikation) | Basseterre (SKN)                 | |
| 113 | 12.10.2016 | 2:4 n. V.           | Jamaika                        | Fußball-Karibikmeisterschaft 2017 (Qualifikation) | Remire-Montjoly (GUF)            | |
| 114 | 09.11.2016 | 5:2                 | Haiti                          | Fußball-Karibikmeisterschaft 2017 (Qualifikation) | Port-au-Prince (HAI)             | |
| *   | 24.03.2017 | :                   | Suriname                       | Freundschaftsspiel                                | ? (GUF)                          | Wegen eines Streiks in Französisch-Guayana wurde das Spiel abgesagt |
| 115 | 18.06.2017 | 3:0                 | Barbados                       | Freundschaftsspiel                                | Remire-Montjoly (GUF)            | |
| 116 | 22.06.2017 | 1:1 n.V 2:4 i. E.   | Jamaika                        | Fußball-Karibikmeisterschaft 2017                 | Fort-de-France (MTQ)             | |
| 117 | 25.06.2017 | 1:0                 | Martinique                     | Fußball-Karibikmeisterschaft 2017                 | Fort-de-France (MTQ)             | |
| 118 | 07.07.2017 | 2:4                 | Kanada                         | CONCACAF Gold Cup 2017                            | Harrison (USA)                   | Erstes Länderspiel gegen Kanada |
| 119 | 11.07.2017 | 0:3 (Wertung)       | Honduras                       | CONCACAF Gold Cup 2017                            | Houston (USA)                    | Französisch-Guayana setzte in dem Spiel den nicht spielberechtigten früheren französischen Nationalspieler Florent Malouda ein. Die CONCACAF wertete das Spiel daraufhin mit einem 3:0-Sieg für Honduras. |
| 120 | 14.07.2017 | 0:3                 | Costa Rica                     | CONCACAF Gold Cup 2017                            | Frisco (USA)                     | Erstes Länderspiel gegen Costa Rica |
| 121 | 07.09.2018 | 5:0                 | Anguilla                       | CONCACAF Nations League (Qualifikation)           | The Valley (AIA)                 | |
| 122 | 12.10.2018 | 0:1                 | St. Vincent und die Grenadinen | CONCACAF Nations League (Qualifikation)           | Remire-Montjoly (GUF)            | |
| 123 | 20.10.2018 | 2:1                 | Guyana                         | CONCACAF Nations League (Qualifikation)           | Cayenne (GUF)                    | |
| 124 | 27.03.2019 | 1:4                 | Kanada                         | CONCACAF Nations League (Qualifikation)           | Vancouver (CAN)                  | |
| 125 | 05.09.2019 | 3:0 (Wertung)       | Belize                         | CONCACAF Nations League                           | Cayenne (GUF)                    | Erstes Länderspiel gegen Belize, Die CONCACAF wertete das Spiel als 3:0-Sieg für Französisch-Guayana, da Belize aus logistischen Gründen nicht zum Spiel reisen konnte.                                   |
| 126 | 08.09.2019 | 2:2                 | St. Kitts und Nevis            | CONCACAF Nations League                           | Basseterre (SKN)                 | |
| 127 | 10.10.2019 | 0:0                 | Grenada                        | CONCACAF Nations League                           | Cayenne (GUF)                    | |
| 128 | 13.10.2019 | 0:1                 | Grenada                        | CONCACAF Nations League                           | St. George’s (GRN)               | |
| 129 | 14.11.2019 | 0:2                 | Belize                         | CONCACAF Nations League                           | Belmopan (BLZ)                   | |
| 130 | 17.11.2019 | 3:1                 | St. Kitts und Nevis            | CONCACAF Nations League                           | Cayenne (GUF)                    | |

### Seit 2020
| Nr. | Datum      | Ergebnis            | Gegner                         | Anlass                                 | Austragungsort        | Bemerkung                       |
| --- | ---------- | ------------------- | ------------------------------ | -------------------------------------- | --------------------- | ------------------------------- |
| 131 | 04.07.2021 | 3:0                 | Kuba                           | CONCACAF Gold Cup 2021 (Qualifikation) | Fort Lauderdale (USA) | Forfaitsieg                     |
| 132 | 06.07.2021 | 1:1 n. V. 7:8 i. E. | Trinidad und Tobago            | CONCACAF Gold Cup 2021 (Qualifikation) | Fort Lauderdale (USA) |                                 |
| 133 | 03.06.2022 | 2:0                 | Guatemala                      | CONCACAF Nations League 2022/23        | Cayenne               | Erstes Spiel gegen Guatemala    |
| 134 | 05.06.2022 | 3:2                 | Dominikanische Republik        | CONCACAF Nations League 2022/23        | Santo Domingo (DOM)   |                                 |
| 135 | 10.06.2022 | 1:1                 | Belize                         | CONCACAF Nations League 2022/23        | Belmopan (BLZ)        |                                 |
| 136 | 15.06.2022 | 1:0                 | Belize                         | CONCACAF Nations League 2022/23        | Cayenne               |                                 |
| 137 | 23.03.2023 | 1:1                 | Dominikanische Republik        | CONCACAF Nations League 2022/23        | Remire-Montjoly       |                                 |
| 138 | 27.03.2023 | 0:4                 | Guatemala                      | CONCACAF Nations League 2022/23        | Guatemala-Stadt (GTM) |                                 |
| 139 | 16.06.2023 | 4:1                 | Sint Maarten                   | CONCACAF Gold Cup 2023 (Qualifikation) | Fort Lauderdale (USA) | Erstes Spiel gegen Sint Maarten |
| 140 | 20.06.2023 | 1:1, 2:4 i. E.      | St. Kitts und Nevis            | CONCACAF Gold Cup 2023 (Qualifikation) | Fort Lauderdale (USA) |                                 |
| 141 | 08.09.2023 | 0:0                 | Bermuda                        | CONCACAF Nations League 2023/24        | Hamilton (BMU)        |                                 |
| 142 | 12.09.2023 | 0:2                 | Belize                         | CONCACAF Nations League 2023/24        | Remire-Montjoly       |                                 |
| 143 | 13.10.2023 | 4:1                 | St. Vincent und die Grenadinen | CONCACAF Nations League 2023/24        | Kingstown (VCT)       |                                 |
| 144 | 16.10.2023 | 3:2                 | St. Vincent und die Grenadinen | CONCACAF Nations League 2023/24        | Fort-de-France (MTQ)  |                                 |
| 145 | 17.11.2023 | 0:1                 | Belize                         | CONCACAF Nations League 2023/24        | Belmopan (BLZ)        |                                 |
| 146 | 21.11.2023 | 3:0                 | Bermuda                        | CONCACAF Nations League 2023/24        | Fort-de-France (MTQ)  |                                 |
| 147 | 06.09.2024 | 0:1                 | Nicaragua                      | CONCACAF Nations League 2024/25        | Remire-Montjoly       | Erstes Spiel gegen Nicaragua    |
| 148 | 11.09.2024 | 0:0                 | Trinidad und Tobago            | CONCACAF Nations League 2024/25        | Bacolet (TTO)         |                                 |
| 149 | 10.10.2024 | 2:3                 | Honduras                       | CONCACAF Nations League 2024/25        | Sinnamary             |                                 |
| 150 | 14.10.2024 | 2:3                 | Nicaragua                      | CONCACAF Nations League 2024/25        | Managua (NIC)         |                                 |
| 151 | 14.11.2024 | 1:2                 | Belize                         | CONCACAF Gold Cup 2025 (Qualifikation) | Belmopan (BLZ)        |                                 |
| 152 | 20.11.2024 | 2:2                 | Belize                         | CONCACAF Gold Cup 2025 (Qualifikation) | Paramaribo (SUR)      |                                 |

## Statistik

### Länderspielbilanzen
| Land                           | Sp. | S  | U  | N  | Tor- verhältnis |
| ------------------------------ | --- | -- | -- | -- | --------------- |
| Anguilla                       | 2   | 2  | 0  | 0  | 9:1             |
| Antigua und Barbuda            | 3   | 2  | 0  | 1  | 4:3             |
| Aruba                          | 3   | 2  | 0  | 1  | 4:1             |
| Barbados                       | 2   | 2  | 0  | 0  | 5:0             |
| Belize                         | 8   | 2  | 2  | 4  | 8:10            |
| Bermuda                        | 4   | 2  | 1  | 1  | 7:2             |
| Britische Jungferninseln       | 1   | 1  | 0  | 0  | 6:0             |
| Cayman Islands                 | 1   | 0  | 0  | 1  | 0:1             |
| Costa Rica                     | 1   | 0  | 0  | 1  | 0:3             |
| Curaçao                        | 2   | 1  | 1  | 0  | 4:1             |
| Dominica                       | 2   | 1  | 1  | 0  | 5:1             |
| Dominikanische Republik        | 3   | 1  | 1  | 1  | 5:5             |
| Grenada                        | 4   | 0  | 3  | 1  | 2:3             |
| Guadeloupe                     | 11  | 2  | 1  | 7  | 12:23           |
| Guatemala                      | 2   | 1  | 0  | 1  | 2:4             |
| Guyana                         | 11  | 2  | 3  | 4  | 10:14           |
| Haiti                          | 4   | 2  | 1  | 1  | 9:6             |
| Honduras                       | 4   | 1  | 0  | 3  | 5:10            |
| Jamaika                        | 5   | 1  | 2  | 2  | 5:11            |
| Kanada                         | 2   | 0  | 0  | 2  | 3:8             |
| Kuba                           | 4   | 2  | 1  | 1  | 8:3             |
| Martinique                     | 15  | 3  | 3  | 9  | 15:26           |
| Mayotte                        | 2   | 1  | 1  | 0  | 6:4             |
| Nicaragua                      | 2   | 0  | 0  | 2  | 2:4             |
| Niederländische Antillen       | 2   | 1  | 0  | 1  | 5:3             |
| Puerto Rico                    | 1   | 1  | 0  | 0  | 2:1             |
| Réunion                        | 4   | 0  | 1  | 3  | 0:5             |
| Sint Maarten                   | 1   | 1  | 0  | 0  | 4:1             |
| St. Kitts und Nevis            | 6   | 3  | 2  | 1  | 11:6            |
| Saint-Pierre und Miquelon      | 2   | 2  | 0  | 0  | 18:1            |
| St. Vincent und die Grenadinen | 5   | 2  | 1  | 2  | 10:9            |
| Suriname                       | 22  | 4  | 5  | 13 | 21:38           |
| Tahiti                         | 1   | 1  | 0  | 0  | 4:1             |
| Trinidad und Tobago            | 7   | 1  | 2  | 5  | 10:19           |
| Turks- und Caicosinseln        | 1   | 1  | 0  | 0  | 6:0             |
| Gesamt                         | 152 | 48 | 32 | 68 | 225:228         |

Legende:
- grüner Hintergrund = Bilanz positiv (Anzahl der Siege höher als die der Niederlagen)
- gelber Hintergrund = Bilanz ausgeglichen
- roter Hintergrund = Bilanz negativ (Anzahl der Niederlagen höher als die der Siege)